# Medalla Conmemorativa del 20.º Aniversario de los Órganos y Unidades para Situaciones de Emergencia de la República de Bielorrusia
Medalla Conmemorativa del 20.º Aniversario de los Órganos y Unidades para Situaciones de Emergencia de la República de Bielorrusia (en bielorruso: Юбілейны медаль «20 год органам і падраздзяленням па надзвычайных сітуацыях Рэспублікі Беларусь») es una condecoración estatal de la República de Bielorrusia, establecida el 20 de julio de 2018 por el Decreto del Presidente de Bielorrusia, n.º 289 «Sobre el Establecimiento de la Medalla Conmemorativa del 20.º Aniversario de los Cuerpos y Unidades para Situaciones de Emergencia de la República de Bielorrusia». Para conmemorar el vigésimo aniversario de la creación del actual sistema de agencias y divisiones de situaciones de emergencia de Bielorrusia.

## Reglamento
La medalla se otorga a:
- Trabajadores y personal civil de agencias y unidades para situaciones de emergencia por el desempeño ejemplar de sus funciones oficiales;
- Veteranos de agencias y unidades para situaciones de emergencia;
- Otras personas, incluidos estados extranjeros, por una contribución significativa al desarrollo y mejora de las actividades en las esferas de protección de la población y territorios de la República de Bielorrusia contra emergencias naturales y provocadas por el hombre, asegurando seguridad contra incendios, industrial, nuclear y radiológica, defensa civil, en la organización de la interacción de los organismos estatales y otras organizaciones con los organismos y unidades para situaciones de emergencia.

La insignia de la medalla se lleva en el lado izquierdo del pecho y, en presencia de otras órdenes y medallas de Bielorrusia, se coloca justo después de la Medalla Conmemorativa del 100.º Aniversario de las Tropas Fronterizas de la República de Bielorrusia.
La persona encargada de entregar la medalla es el ministro de Situaciones de Emergencia o en su nombre el viceministro o algunos de sus adjuntos, jefes de agencias y unidades de emergencias. Las personas galardonadas reciben un certificado en la forma establecida.
Esta medalla conmemorativa no se volverá a otorgar. No se emitirán duplicados de medallas ni certificados para reemplazar a los que se hayan perdido. Si se pierde la medalla, se permite llevar una barra de la muestra establecida.

## Descripción de la medalla
Es una medalla de metal plateado con forma circular de 33 mm de diámetro y con un borde elevado por ambos lados. Todos los elementos de la medalla están grabados.
En el anverso de la medalla hay una imagen del emblema del Ministerio de Situaciones de Emergencia. Debajo del emblema hay una imagen de una cinta dorada ondeando con los números «1999-2019» en rojo. En el lado izquierdo de la circunferencia de la medalla hay un adorno típico bielorruso de color dorado ubicado verticalmente, y en las partes inferior y derecha de la circunferencia de la medalla se puede observar una corona de laurel de color dorado.
En el reverso de la medalla, en el centro, está escrita en ocho líneas la inscripción «20.º aniversario de los órganos y unidades para situaciones de emergencia de la República de Bielorrusia» (en bielorruso, «20 год органам і падраздзяленням па надзвычайных сітуацыях Рэспублікі Беларусь»). Encima de la inscripción, a lo largo de la circunferencia, hay una cinta en color dorado con el lema «ПРАФЕСІЯНАЛІЗМ» (en el centro), «АДВАГА» (izquierda), «ГОНАР» (derecha) en rojo —respectivamente, PROFESIONALISMO, VALOR y ORGULLO—. En la parte inferior del reverso se puede observar una corona de laurel de color dorado entrelazada con una cinta, también dorada, cerca de la base.
La medalla está conectada con un ojal y un anillo a un bloque pentagonal cubierto con una cinta muaré de seda azul de 24 mm de ancho. En el centro de la cinta hay una franja longitudinal de color blanco de 6 mm de ancho, en cuyo centro hay dos franjas longitudinales de color naranja de 1 mm de ancho. Los bordes de la cinta están delimitados por dos franjas longitudinales de color verde y rojo de 1 mm y 4 mm de ancho, respectivamente. En la parte posterior del bloque hay un alfiler para fijar la medalla a la ropa.